# Tomasz Kulczycki

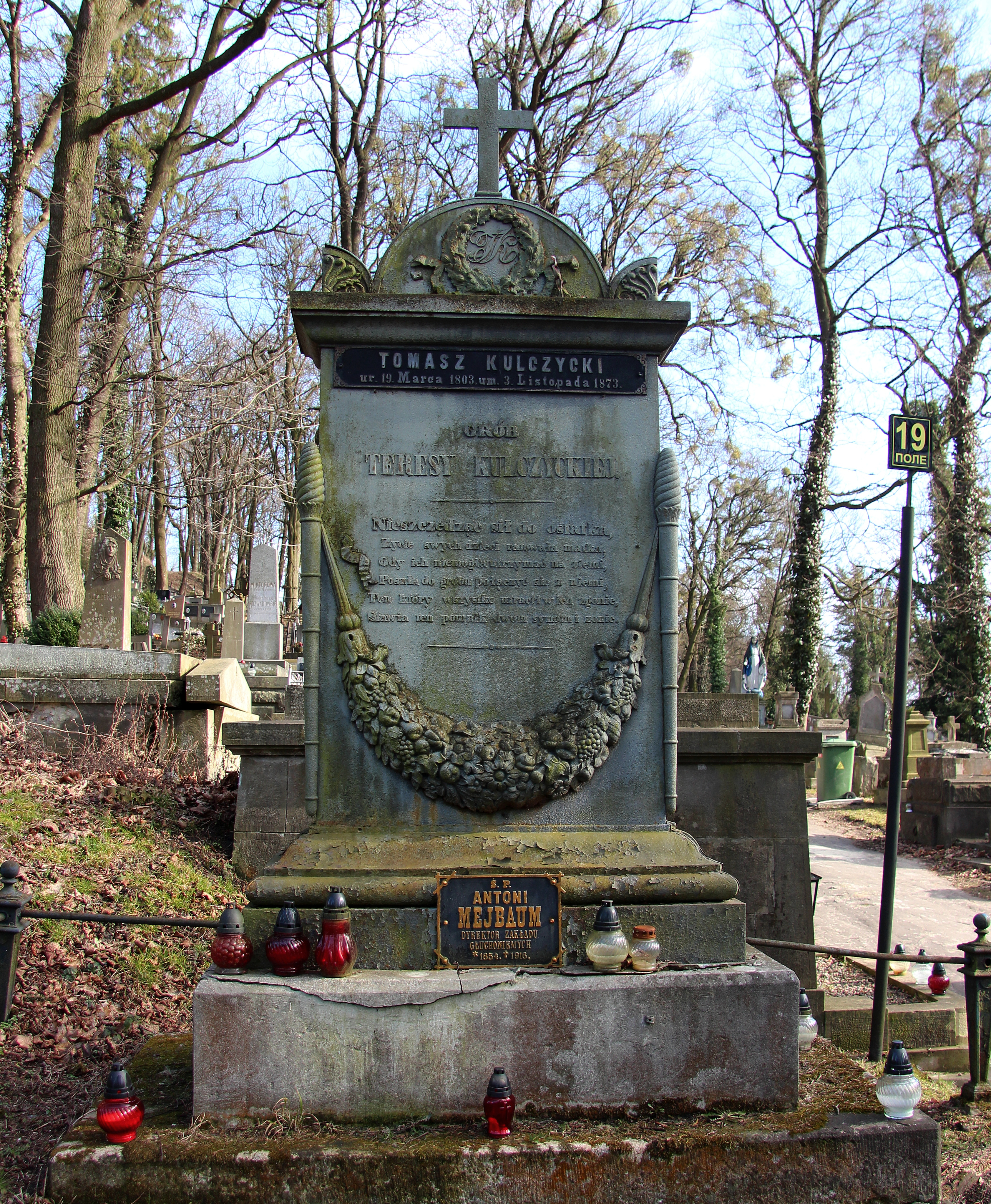

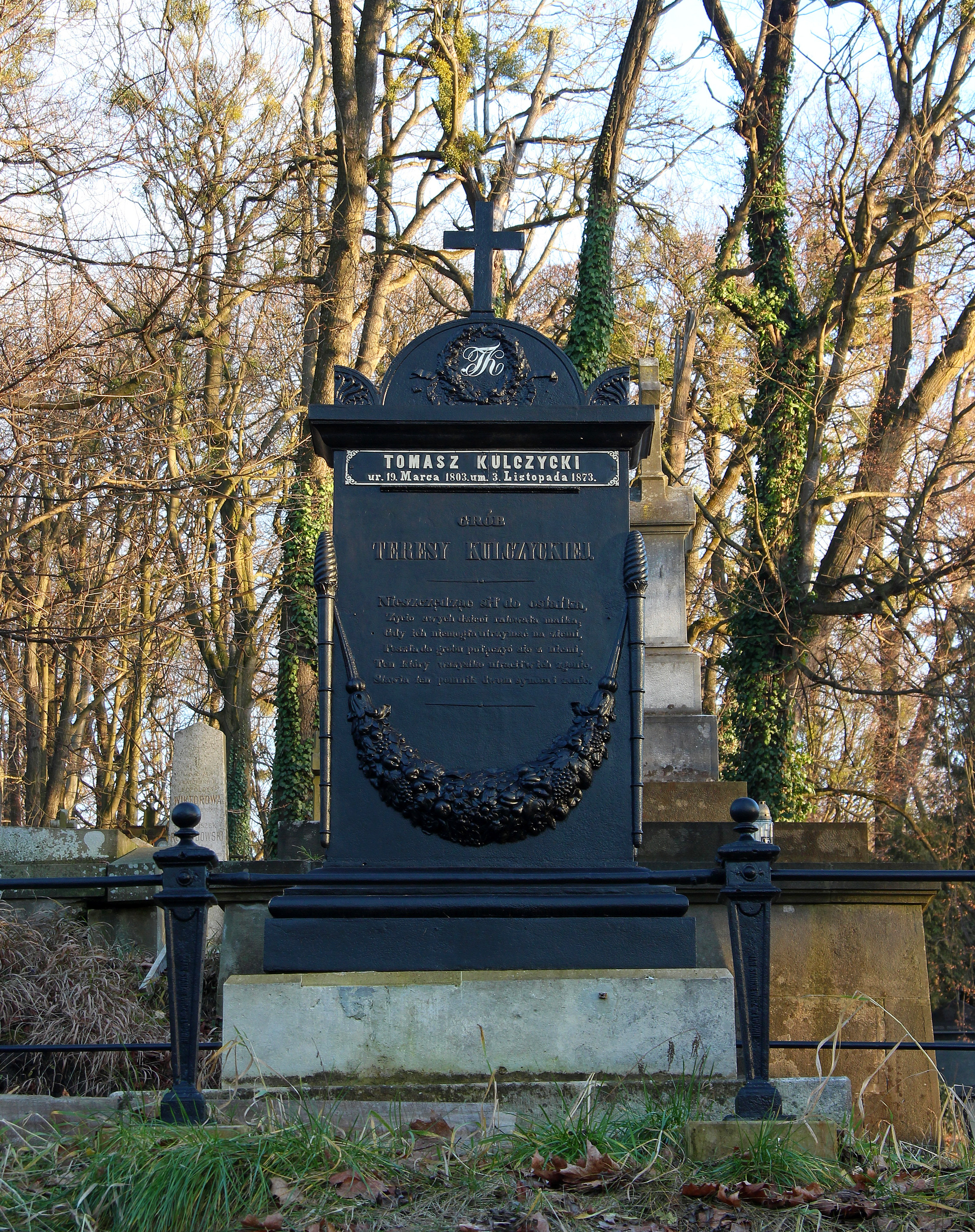

Tomasz Kulczycki (ur. 19 marca 1803 w Zwierzyńcu, zm. 3 listopada 1873 we Lwowie) – lwowski krawiec, wydawca i właściciel „Dziennika Mód Paryskich”.

## Życiorys
Syn Jana i Łucji Kulczyckich. Ojciec był oficjalistą w ordynacji Zamojskich w Zwierzyńcu. Ukończył szkołę przygotowawczą we Lwowie. W 1818 roku został czeladnikiem krawieckim, a w 1828 roku majstrem. Pracownię prowadził we Lwowie w kamienicy, której właścicielem był od 1835 roku, zatrudniał 50 czeladników. W tym samym budynku mieściła się redakcja „Dziennika Mód Paryskich”. W 1839 roku wydał „Rozprawę o kroju sukien podług wyrachowania matematycznego”. Pochowany na Cmentarzu Łyczakowskim we Lwowie.